# Hakon Swenson
Karl Hakon Swenson,  född 15 april 1883 i Kopparberg, död 1 mars 1960, var en svensk affärsman. Han grundade Hakonbolaget i Västerås 1917 för att privata köpmän skulle kunna gå ihop och samordna sina inköp och på så sätt möta konkurrensen från kooperationen. Swenson var även initiativtagare till att Hakonbolaget och tre andra inköpscentraler skulle samarbeta inom ICA, Inköpscentralernas AB.

## Biografi
Hakon Swenson föddes år 1883 i Ljusnarsberg där fadern, Carl August Swenson, var komminister. Modern hette Hildegard och tillhörde den adliga ätten af Sillén. Strax efter Hakon Swenssons födelse fick fadern tjänst som kyrkoherde i Irsta, där barnen kom att växa upp. Fadern hade en stor vänkrets och prästgården var alltid fylld av liv och rörelse – och under en tid drevs här även en cigarrfabrik av bröderna Swenson.
Efter folkskola i Västerås tog Hakon Swenson som 15-åring arbete som springpojke hos handlaren Erik Andersson i samma stad. Den unge pojken blev mycket uppskattad och när Andersson två år senare köpte grossistfirman Manne Tössbergs Eftr. var det självklart att Hakon Swenson skulle följa med honom dit. Swenson avancerade snabbt och skulle redan vid 25 års ålder vara kontorschef och prokurist.
Redan som 19-åring hade Hakon Swenson också blivit cigarrfabrikör. Bakgrunden var att fadern Carl August börjat tillverka cigarrer för privata behov. Kyrkoherden överlät dock snart till sina söner att ansvara för produktionen, som under Hakons ledning kom att skötas professionellt. Flera cigarrmärken lanserades på marknaden innan verksamheten togs över av det 1915 införda statliga Tobaksmonopolet.

## Affärsman
Många enskilda småhandlare befann sig i början av 1900-talet i kris, mycket på grund av konkurrensen från kooperationen (KF). En idé mognade därför hos Hakon Swenson att alla handlare borde slå sig ihop och gemensamt göra inköp, för att så få samma rabatter som Konsum. Han försökte först få sin chef att styra in på denna väg, men efter att flera gånger fått nej beslöt Swenson år 1917 att starta en egen grossiströrelse i Västerås. Av en slump kom dock den första aktiva verksamheten att ske i Gävle, där ett mindre bolag köptes redan i slutet av 1917, innan partihandelsverksamheten kommit igång i Västerås.
Företaget fick namnet AB Hakon Swenson, men kom allmänt att kallas för Hakonbolaget. Ett flertal handlare gick in som aktieägare och till sin hjälp hade Swenson några av sina f.d. kollegor. Tanken var att på ett praktiskt sätt förena idén om självständiga köpmän med behovet av fasta samarbetsformer mellan köpmännen och partihandeln. År 1938 bildades Inköpscentralernas AB (ICA) av Hakonbolaget och tre likartade företag som verkade i andra delar av landet. Swenson förblev vd i företaget till 1949. 
Med idogt arbete, stor kreativitet och en mycket god förmåga att suga upp idéer och knyta till sig goda medarbetar kom Hakon Swenson under sin levnad att bygga upp ICA till ett av Sveriges största handelsföretag. Swenson var även en person som var mycket omtyckt av personal, handlare och till och med många konkurrenter. Såväl Hakon Invest som den tidigare i Norge existerande Hakon-gruppen har tagit sina namn efter Hakon Swenson. En forskningsstiftelse, Hakon Swenson Stiftelsen, är grundad till minne av honom.